# جینو لئورینی
جینو لئورینی (ایتالیایی: Gino Leurini؛ ‏ ۲۰ نوامبر ۱۹۳۴ – ۱۲ اوت ۲۰۱۴) بازیگر اهل ایتالیا بود.
از فیلم‌هایی که وی در آن نقش داشته‌است، می‌توان به فابیولا، پلیس‌ها و دزدها، قلب و روح و عاشقان پیشین اشاره کرد.